# 티루네시 디바바
티루네시 디바바 케네네(암하라어: ጥሩነሽ ዲባባ ቀነኔ, 1985년 10월 1일 ~ )는 에티오피아의 육상 장거리 선수이다. 실외 5000m 세계 기록 보유자 인 그는 현 세계 육상 선수권 대회와 올림픽 챔피언이다. 통산 그는 세계 육상 선수권 대회에서 다섯 개, 세계 크로스 컨트리에서 다섯 개의 금메달을 땄다. 별명은 "아기 얼굴을 가진 파괴자"이다.

## 어린 시절
아르시 주 베코지에서 6명의 자식들 중에 4번째로 태어난 디바바는 오로모 족의 일원이며, 오로미아 지방의 고도 지역에서 자라왔다. 14세 때에 육상을 시작하여 2000년 아디스아바바로 이주하였다.
1992년 바르셀로나 올림픽과 2000년 시드니 올림픽 여자 10000m에서 금메달을 딴 데라르투 툴루와 사촌 관계이며, 장거리 달리기에서 오로모 족의 성공적인 육상 역사를 지속적으로 밀고 나갔다.

## 경력
디바바의 첫 전임적인 국제 실외 육상 이벤트는 2001년 국제 아마추어 육상 연합이 주최한 세계 크로스컨트리 선수권 대회였다. 15세의 나이로 여성 주니어 경주에서 달려 5위를 하였다. 2003년 아프리카-아시아 경기에서 5000m 은메달을 땄다.
디바바는 3개의 세계 육상 선수권 대회(2003, 2005, 2007)에서 위대한 성공을 거두었다. 파리에서 열린 세계 선수권 대회에서는 5000m에서 스페인의 마르타 도밍게스와 케냐의 에디스 마사이를 꺾고 우승을 하였다. 그녀는 세계 선수권 대회에서 개인적인 금메달을 획득한 최연소 선수가 되었다. 이 경주가 열리는 동안에 그녀에 관한 약간의 일은 영국의 시사해설자 스티브 크램과 브렌던 포스터가 마지막 100m까지 그녀의 이름을 한번도 이야기를 꺼내지 않았다고 한다. 헬싱키에서 열린 2005년 세계 선수권 대회에서는 같은 대회에서 5000m/10,000m 양 종목을 둘다 우승하는 데 동료 선수 베르하네 아데레와 자신의 동생 에제가예후를 보다 더빨리 재치기로 격렬한 완료를 일으켰다. 오사카에서 열린 2007년 세계 선수권 대회에서는 10,000m 경주를 통하여 복부의 고통에 불구하고 터키의 엘반 아베일레게세를 추월하는 데 또다시 자신의 전력을 일으켜 완료하였다. 그녀는 연속적인 10,000m 타이틀을 우승한 단 하나의 여성 선수였으며, 31분 55.41초로 우승하였다.
처음으로 참가한 올림픽과는 다소 인연이 없었다. 2004년 아테네 올림픽 5000m에서 동료 선수 메세레트 데파르와 케냐의 이사벨라 오치치에 밀려 3위를 했다. 특유의 달리기 방식인 막판 전력 질주 전략이 당시에는 통하지 않은 것이다. 두 선수와 거리 차를 뒀던 게 악재가 된 것이다. 실망스러울 수도 있었지만, 아무튼 그는 19살이란 나이로 동메달을 딴 그는 아직도 에티오피아의 최연소 메달리스트로 남아 있다.
2006년에는 같은 시즌에 6개의 골든 리그 5000m 이벤트들 중의 5개를 우승하여 83,333 달러를 벌었다.
그녀는 또한 현저하게 성공적인 크로스컨트리 달리기 선수이기도 하다. 그녀는 2003년 로잔에서 1회의 주니어 타이틀, 2005년 생갈미에에서 1회의 쇼트 코스 타이틀, 2개의 롱 코스 타이틀(2005년 생갈미에와 2007년 후쿠오카)를 포함한 5개의 세계 크로스컨트리 선수권 승리를 거두었다. 2007년부터 각각 분류의 하나의 경주 만이 있었다. 디바바는 2007년 몸바사에서 여성 경주 종목에서 은메달, 2008년 에딘버러에서 금메달을 획득하였다.
그녀는 메세레트 데파르와 라이벌 사이로 알려졌으며, 그 둘이 나타난 경주들은 높이 예상되었으나 드물면서 보통 선수권 대회에서만 일어났다.
마지막 바퀴에서 전력 질주 전략을 구사하는 그의 주법은 많은 육상 전문들가들의 관심을 끌었다. 2005년에는 10000m 마지막 400m를 58초 33초로 끊기도 했다.

### 두 개의 올림픽 금메달
2008년 오슬로에서 열린 골든 리그에서 디바바는 5000m의 세계 신기록 14분 11.15초를 창조하였다.
그해 8월 15일 베이징 올림픽 10,000m 결승전에서 올림픽 신기록 29분 54.66초의 기록을 세워 금메달을 획득하였다. 구기록 30분 17.49초는 그녀의 사촌 데라르투 툴루가 2000년 시드니 올림픽에서 세웠다. 올림픽 신기록은 스포츠 사상 처음으로 10,000m에서 2번째로 제일 빠르기도 하였으며, 아프리카 기록이기도 하다. 이전의 아프리카 기록 30분 04.18초는 2003년 세계 육상 선수권 대회에서 세운 베르하네 아데레에 의하여 보유되었다.
1주 후에 8월 22일 5000m에서 전직 금메달리스트 메세레트 데파르를 꺾으면서 또 하나의 금메달을 획득하였다. 이 더블 금메달 우승은 그녀른 같은 올림픽에서 5000m와 10,000m를 둘다 우승한 최초의 여성 선수로 만들었다.
트랙 앤드 필드 뉴스에 의하여 "올해의 육상 선수"로 선정되었다. 또한 국제 아마추어 육상 연합으로부터 "올해의 여성 상연 상"을 수상하기도 하였다.

### 베이징 올림픽 이후의 부상
2009년 부상을 당하여 암만에서 열린 세계 크로스컨트리 선수권 대회와 베를린에서 열린 세계 선수권 대회에 출전하는 것을 막았다.
그해 11월 15일 네덜란드 네이메헌에서 열린 15km 경주를 우승하여 46분 28초로 완료하여 거의 절반의 분 차이로 후쿠시 가요코의 15km 세계 기록을 깼다.
2010년 비드고슈치에서 열린 세계 크로스컨트리 선수권 대회에서는 자신의 위대한 상연들을 되풀이하지 못하여 4위에 머물고 말았다. 디바바는 나이로비에서 열린 아프리카 육상 선수권 대회에서 동료 선수 메셀레치 멜카무와 케냐의 리넷 마사이를 꺾고 31분 51.39초와 함께 자신의 10,000m 타이틀을 유지하였다. 그녀의 마지막 400m는 61초로 시간이 재어졌다.
16개월 동안의 출전에 빠진 후, 그녀의 경력이 다시 시작되어 2011년 새해 전날의 산실베스트레 발레카나에 돌아와 전력 질주 완료에 겔레테 부르카를 꺾고 우승하였다.

### 2012년 시즌으로 복귀
디바바는 보스턴 실내 그랑프리에서 2마일 경주을 우승하고 3월에 열린 칼스배드 5000에서는 자신의 경력 2연승을 하였다. 그해의 자신 첫 실외 경주에서는 프레폰테인 클래식에서 결승선에 플로렌스 키플라가트를 꺾었다.
2012년 런던 올림픽에서 자신 시즌의 최고 기록 30분 20.75초와 함께 10,000m 2연승을 거두었다.